# Dark Horse - A Live Collection
Dark Horse - A Live Collection è il primo album live (e secondo in totale) del cantautore Ryan Star, concorrente di Rock Star: Supernova posizionatosi al sesto posto. Pubblicato nel 2006, gran parte dei suoi contenuti è costituita dalle sue esibizioni nello show, ma sono comunque presenti alcuni brani originali. Ryan ha ricavato il titolo dell'album dal momento in cui Dave Navarro, uno dei giudici dello show dei Supernova, disse che Star era il Dark Horse della competizione.

## Tracce
1. Back of Your Car
2. Clocks (cover dei Coldplay)
3. In the Air Tonight (cover di Phil Collins)
4. Sink or Swim
5. We Might Fall
6. O
7. Iris (cover dei Goo Goo Dolls)
8. Losing My Religion (cover dei R.E.M.)
9. I Alone (cover dei Live)
10. Perfect
11. Enjoy the Silence (cover dei Depeche Mode)
12. Head Like a Hole (cover dei Nine Inch Nails)